# Jakub Přichystal
Jakub Přichystal (* 25. října 1995 Žabčice) je český fotbalový útočník, hrající za klub SK Líšeň.

## Fotbalová kariéra
Je odchovancem brněnského Komárova, hráčem Sparty Brno byl až do roku 2013. Na jaře 2013 nastupoval na střídavý start v 1. dorostenecké lize za Zbrojovku Brno, jíž je hráčem od sezony 2013/14. Celkem v nejvyšší dorostenecké soutěži zaznamenal 50 startů, přičemž vstřelil 27 branek. 

### FC Zbrojovka Brno
Na podzim 2014 se probojoval do kádru A-mužstva a 4. října 2014 si odbyl prvoligovou premiéru v Mladé Boleslavi, kde vystřídal na posledních 5 minut Stanislava Vávru. První branku v lize vstřelil 19. října 2016 proti Slavii. V průběhu let hostoval postupně ve Vyškově, Opavě, Frýdku-Místku a Líšni, kde dokázal v 15 zápasech vstřelit 13 branek a byl nejlepším střelcem Líšeňských v postupovém ročníku MSFL. Se Zbrojovkou ovládl v sezoně 2021/22 Fortuna:Národní ligu a pomohl tak k návratu Brňanů mezi elitu.

### SK Sigma Olomouc
Tříletý kontrakt v Sigmě podepsal dne 3. ledna 2023. Premiérový zápas v dresu Olomouci odehrál dne 26. února 2023 při remíze 2:2 s Pardubicemi, kdy odehrál posledních 28 minut. Zde se však neprosadil, v áčku odkopal 2 zápasy a v rezervě 11, tam si zapsal jednu branku.

### SFC Opava (hostování)
Na půlroční hostování se po 7 letech vracel do Opavy. Ve čtvrtfinále MOL Cupu strvdil druhým gólem v utkání výhru Opavy nad Duklou a pomohl jí tak do semifinále, kde se utkala s pražskou Spartou.

### SK Líšeň
Dne 14. ledna 2025 podepsal kontrakt v Líšni, kde bude oblékat dres s číslem 27.

## Statistiky
K 17. lednu 2025.
| Ročník                              | Zápasy | Góly | Klub                |
| ----------------------------------- | ------ | ---- | ------------------- |
| Juniorská liga 2013/14              | 5      | 0    | FC Zbrojovka Brno   |
| Synot liga 2014/15                  | 1      | 0    | FC Zbrojovka Brno   |
| MSFL 2015/16                        | 2      | 1    | MFK Vyškov          |
| F:NL 2015/16                        | 13     | 1    | SFC Opava           |
| E.Pojisteni.cz Liga 2016/17         | 21     | 3    | FC Zbrojovka Brno   |
| Juniorská liga 2016/17              | 11     | 5    | FC Zbrojovka Brno B |
| MOL Cup 2016/17                     | 3      | 0    | FC Zbrojovka Brno   |
| HET Liga 2017/18                    | 11     | 0    | FC Zbrojovka Brno   |
| MOL Cup 2017/18                     | 1      | 0    | FC Zbrojovka Brno   |
| F:NL 2017/18                        | 10     | 0    | MFK Frýdek-Místek   |
| F:NL 2018/19                        | 11     | 1    | FC Zbrojovka Brno   |
| Fortuna:Liga 2018/19 Baráž o postup | 2      | 0    | FC Zbrojovka Brno   |
| MSFL 2018/19                        | 15     | 13   | SK Líšeň            |
| MOL Cup 2018/19                     | 2      | 1    | SK Líšeň            |
| F:NL 2019/20                        | 20     | 11   | FC Zbrojovka Brno   |
| MOL Cup 2019/20                     | 2      | 0    | FC Zbrojovka Brno   |
| Fortuna:Liga 2020/21                | 25     | 4    | FC Zbrojovka Brno   |
| MOL Cup 2020/21                     | 2      | 0    | FC Zbrojovka Brno   |
| F:NL 2021/22                        | 26     | 11   | FC Zbrojovka Brno   |
| MOL Cup 2021/22                     | 2      | 0    | FC Zbrojovka Brno   |
| Fortuna:Liga 2022/23                | 9      | 1    | FC Zbrojovka Brno   |
| MOL Cup 2022/23                     | 2      | 1    | FC Zbrojovka Brno   |
| Fortuna:Liga 2022/23                | 2      | 0    | SK Sigma Olomouc    |
| F:NL 2022/23                        | 1      | 1    | SK Sigma Olomouc B  |
| F:NL 2023/24                        | 6      | 0    | SK Sigma Olomouc B  |
| F:NL 2023/24                        | 11     | 1    | SFC Opava           |
| MOL Cup 2023/24                     | 2      | 1    | SFC Opava           |
| CHNL 2024/25                        | 2      | 0    | SK Sigma Olomouc B  |
| CHNL 2024/25                        | 0      | 0    | SK Líšeň            |
| CELKEM 1. LIGA                      | 71     | 8    |                     |
|                                     |        |      |                     |